# Nino Giuffrè
 (août 2013).
Si vous disposez d'ouvrages ou d'articles de référence ou si vous connaissez des sites web de qualité traitant du thème abordé ici, merci de compléter l'article en donnant les références utiles à sa vérifiabilité et en les liant à la section « Notes et références ».
Pour les articles homonymes, voir Giuffrè.
Antonino 'Nino' Giuffrè, né le 21 juillet 1945 à Caccamo, est un mafieux repenti, considéré comme un proche du chef suprême de Cosa Nostra, Bernardo Provenzano.

## Témoignage sur Marcello Dell'Utri
Arrêté en 2002, ses aveux sont à l'origine de la mise en cause du sénateur Marcello Dell'Utri, proche de Silvio Berlusconi. Il a accusé celui-ci d'avoir été « l'intermédiaire et l'homme providentiel intervenu pour résoudre les problèmes d'organisation de la mafia » en préparant l'arrivée sur la scène politique italienn de forces bien disposées à l'égard de Cosa Nostra.

## Témoignage dans le procès pour l'assassinat de Roberto Calvi
Antonio Giuffrè a été témoin dans de nombreux procès importants. Il a déclaré devant un tribunal italien que l'ancien premier ministre Giulio Andreotti était un interlocuteur privilégié de la mafia au cours de sa longue carrière politique.  
Giuffrè a aussi apporté son témoignage dans le procès pour l'assassinat de Roberto Calvi. Il affirme que les patrons de la mafia étaient en colère au sujet de la façon dont Calvi avait géré leur argent et avaient ordonné la frappe. Il a nommé Giuseppe Calò comme l'homme qui a organisé le crime.